# Ronnie Mitchell
Veronica Elizabeth Mitchell (7 juli 1974-1 januari 2017) is een personage uit de Britse soap EastEnders. Ze werd vanaf 2007 gespeeld door Samantha Womack, die al eens eerder een gastrol had in deze serie. In 2009 kreeg Womack de British Soap Award voor beste actrice.

## Geschiedenis

#### Familiebanden en karaktertrekken
Ronnie en haar jongere zus Roxy zijn twee glamoureuze meiden met soortgelijke karakters als hun kalende neven Phil en Grant. Net als Phil is Ronnie sluw en berekenend, maar ook afstandelijk en overbeschermend naar de onvolwassen en onbezonnen Roxy. In feite zijn de zusjes vernoemd naar de gangsterbroers Ronnie en Reggie Kray.

#### Harde jeugd
Ronnie is de oudste dochter van Archie en Glenda Mitchell. Al op jonge leeftijd ondervindt ze hoe manipulatief haar vader is; hij verjaagt haar moeder naar Australië en blijft doorgaan met zijn machtsspelletjes. Ronnie reageert hierop door te gaan spijbelen, liegen en zich op 14-jarige leeftijd te laten bezwangeren door haar eerste vriendje Joel Reynolds. Als Archie er vijf maanden later achter komt grijpt hij in; hij intimideert de ouders van Joel en stuurt zijn dochter naar verre familie. Op 26 juni 1989 bevalt Ronnie van een dochter Amy, die een paar uur later door Archie wordt afgestaan voor adoptie. Ronnie is diep gekwetst en wil niets meer met haar vader te maken hebben. Pas in 1993, als ze 19 is, verlaat ze het ouderlijk huis met als enig aandenken aan Amy een medaillon met haar foto erin. Omgekeerd heeft Amy een medaillon met een foto van Ronnie erin.

### 2007-2008

#### Aankomst in Walford en overname nachtclub
Ronnie en Roxy arriveren op 24 juli 2007 in Albert Square voor de bruiloft van Phil die echter niet doorgaat omdat de bruid (Stella Crawford) zelfmoord heeft gepleegd na ontmaskerd te zijn als een kinderbeul. Ronnie en Roxy wonen eigenlijk op Ibiza maar al snel besluiten ze om in Walford te blijven en hun werk als bardames voort te zetten in de Queen Vic(toria). Ronnies ambities reiken echter verder; samen met Roxy wil ze de gesloten nachtclub in Turpin Road overnemen, maar ze wordt echter dwarsgezeten door een andere bieder (gangsterdochter Ruby Allen). Door een pact te sluiten met ex-politieman Jack Branning (ten koste van Roxy) wordt Ronnie alsnog eigenaresse van de club die de naam R&R krijgt (naar de initialen van de zusjes). Het was de bedoeling dat Jack op de achtergrond zou blijven maar door verliefdheid houdt hij zich niet aan die afspraak en verhuist hij van Manchester naar Walford om zich op te werpen als mede-eigenaar. De Mitchells zijn woedend als blijkt dat Ronnie ze heeft voorgelogen. 

#### Relatie met Jack Branning en vertrek naar Ibiza
Na een lange ontkenningsfase worden Ronnie en Jack in januari 2008 officieel een stel, maar binnen de kortste keren gaat de beerput open; Jack is een gescheiden man wiens dochter (Penny) door een ontsnapte drugshandelaar werd beschoten en sindsdien in een rolstoel zit. Jack dumpt Ronnie vanwege haar bemoeizucht en lijkt terug te keren naar z'n ex Selina; Roxy betrapt ze in de nachtclub en vertelt dat aan Ronnie nadat Jack zijn ultimatum heeft verspeeld. Tijdens een afspraak in het restaurant (Fargo's) laat Ronnie, naar goed Mitchell-gebruik, haar vuist spreken. 
De relatie wordt echter voortgezet totdat blijkt dat Jack z'n mond heeft gehouden over de drugshandel van Roxy's vriend Sean Slater; Roxy, een ex-coke-verslaafde krijgt op haar donder van d'r grote zus en uit wraak duikt ze het bed in met Jack. Als blijkt dat Roxy zwanger is weet ze niet van wie. Ronnie vindt Roxy geen geschikte moeder en eist dat ze het kind laat weghalen; tijdens de ontstane ruzie komt aan het licht dat Ronnie op 14-jarige leeftijd zwanger werd en onder dwang van vader Archie haar pasgeboren dochter moest afstaan. Ronnie, die deze klap nooit te boven is gekomen, bindt zich in en belooft dat ze zal meehelpen aan de opvoeding van Roxy's baby (onbewust van het feit dat Jack weleens de vader zou kunnen zijn). In mei 2008 gaan de zusjes terug naar Ibiza; weg van het regenachtige Walford en weg van Sean die denkt dat het kind van hem is.

#### Terugkeer naar Walford en ruzie met Archie
Na een knallende ruzie stapt Roxy in juli weer op het vliegtuig naar Engeland; een op het oorlogspad zijnde Ronnie zet de achtervolging in en komt uit in Weymouth waar Roxy bij Archie is ingetrokken. Archie heeft zijn oudste en ongewenste dochter geen vrolijk nieuws te melden; Amy is op zevenjarige leeftijd overleden. Roxy, het lievelingetje van pa, was eigenlijk van plan om in Weymouth te blijven maar na de hereniging met Sean keert ze terug naar Walford om dicht bij haar rouwende zus te zijn. 
Ronnie grijpt naar de fles en probeert die geschifte Sean uit te schakelen door drugs in zijn jas te stoppen en zich door hem te laten slaan: tevergeefs, want op 1 augustus 2008 geven Roxy en Sean elkaar hun ja-woord. Na een poging om dit tegen te houden legt Ronnie zich zogenaamd bij de feiten neer en stelt ze zich op als bruidsmeid. Maar daarmee houdt de ellende niet op want tijdens de receptie komen Archie en Peggy binnen om hun verloving aan te kondigen. Dit is te veel voor Ronnie en vanwege haar gestook wordt ze door Peggy op straat gezet.

#### De twee Amy's en de echte vader
In tegenstelling tot wat Archie beweert is Amy springlevend; ze is zelfs in de Square, alleen heet ze Danielle Jones. Ronnie ziet enkel een spionnetje van Archie en wordt door de beste man geconfronteerd met de resten van een brief van Amy's vader Joel Reynolds (die inmiddels drie dochters heeft bij zijn huidige partner Stephanie). In arren moede keert Ronnie terug naar Jack met wie ze samenwoont na aanvankelijk te zijn gedumpt voor Jacks schoonzus Tanya (die het helemaal heeft gehad met de broertjes Branning). 
Op 17 november 2008 bevalt Roxy vroegtijdig van een dochter die ze als dank voor Ronnies steun en aanwezigheid Amy noemt; Sean komt veel te laat opdagen en wordt door Roxy weggestuurd. Ronnie komt tot de conclusie dat Archie hierachter zit en zorgt ervoor dat Sean alsnog z'n kind mag zien. 
Op 25 december (eerste kerstdag) 2008 lijkt de vonk tussen Ronnie en Jack weer over te slaan maar dankzij een list van Jacks zus Suzy (in opdracht van Archie om de verhuizing van Roxy en Sean naar Dagenham tegen te houden) komt de zoekgeraakte uitslag van de vaderschapstest boven tafel; de reactie van Jack zegt genoeg en Ronnie stormt van tafel. Sean ontvoert Amy maar als zijn zus Stacey haar teruggeeft aan de Mitchells probeert hij het opnieuw door Roxy en Amy naar een bevroren meer te lokken om hen en zichzelf van kant te maken. Ronnie luistert per mobiel mee en samen met Jack weet ze Roxy, Sean en Amy op te sporen; Roxy wordt uit het doorgezakte ijs gehaald en Sean, voor wie er niks meer te halen valt, gaat er stiekem vandoor. Dat Ronnie haar zus heeft gered neemt niet weg dat ze nog steeds woedend is over het hoogverraad.

### 2009

#### Ruzie met Roxy
Januari 2009; Ronnie woont nu op zichzelf en heeft tijdelijk gezelschap van de zwangere Danielle die niet meer welkom is bij de Slaters (lees; Stacey); Ronnie, onbewust van het feit dat ze oma wordt, doet een mislukte poging om Danielle met haar adoptievader te herenigen en vertelt hoe zij haar eigen tienerzwangerschap heeft ervaren. "De grootste fout van m'n leven". Reden te meer voor Danielle om een abortus te plegen en alsnog terug te gaan naar Telford. 
Dan krijgt Ronnie met Janine Butcher te maken; Janine komt solliciteren bij de nachtclub maar Ronnie heeft genoeg gehoord over het zwaar besmette verleden van de tart with a heart of pure evil om haar niet aan te nemen, behalve als schoonmaakster. Helaas voor Ronnie is Jack wel onder de indruk en geeft Janine de gelegenheid om evenementen te organiseren. Ronnie probeert de bewuste vrijgezellenavond te saboteren maar dat mislukt. "Je lijkt m'n vader (Frank) wel" merkt Janine droogjes op, om even later voor te stellen om Jack over te halen zijn aandelen in de nachtclub aan Ronnie te verkopen. Ronnie heeft een beter idee; waarom niet samenspannen tegen Jack ? 
Na een bezoek aan Ibiza (in welke periode Danielle terugkeerde) komt Ronnie erachter dat Roxy een creditcard heeft gekregen van Jack om spullen te kopen voor Amy maar het geld voornamelijk voor zichzelf gebruikt (en daarbij een feestje bouwde in de nachtclub met liters drank). Ronnie eist dat Roxy de creditcard overhandigt alvorens de zusjes elkaar te lijf gaan op de stoep van een bordeel dat verkiezingskandidate Peggy wil laten sluiten ("Walford is geen Amsterdam"); laat die nou net langskomen met de pers op het moment dat de politie illegale prostituees arresteert en Ronnie en Roxy voor zodanig aanziet. Na hun nachtje in de cel volgt een donderpreek van Archie, maar Ronnie is nog veel bozer; zij zweert bij hoog en laag dat Peggy dit bekokstoofd heeft om haar eigen gekreukte imago op te vijzelen. 

#### Overlijden van Danielle
De zustertwist laait weer op als blijkt doordat Roxy zich toch weer afhankelijk opstelt van Jack en Danielle, die net een abortus achter de rug heeft, vraagt om te babysitten. Ronnie heeft schoon genoeg van Danielle en verbiedt haar de omgang met Amy. Als op 2 april 2009 tijdens de bruiloft van Peggy dan eindelijk de waarheid aan het licht komt weigert ze die te geloven; ze zet Danielle hardhandig de kroeg uit en noemt haar een gestoorde gek. Als Roxy haar eenmaal een glas aanreikt waarin het bewuste medallion-met-jeugdfoto zit beseft Ronnie dat ze het bij het verkeerde einde had; een verzoening lijkt nabij, maar dan wordt Danielle aangereden door Janine (zo vader zo dochter) om vervolgens in Ronnies armen te sterven. Om de boel nog erger te maken wordt Ronnie door Danielles adoptievader van moord beschuldigd en zijn de Mitchells niet welkom op de begrafenis. Ronnie lijkt weer on speaking terms met Roxy maar op de dag van Amy's doopplechtigheid gaat het weer mis; Ronnie slaat aan het drinken (net als de in oude gewoontes hervallen Phil) en eenmaal aangekomen in de kerk betrapt ze Roxy met Jack. Ze dreigt naar Ibiza te vertrekken maar Jack weet dat nog net te voorkomen door op het vliegveld Ronnie de liefde te verklaren. 

#### Kinderwens en weerzien met Joel
Nu Ronnie weer samen met Jack is spaart ze kosten noch moeite om haar kinderwens alsnog in vervulling te laten gaan. Jack wil echter geen gezin met haar stichten en dus knipt Ronnie gaten in de condooms; reden te meer voor Jack om de kersverse verloving te verbreken als hij haar op heterdaad betrapt.
Ronnie ontkent dat ze net als Archie is, maar bang dat Jack weleens gelijk zou kunnen hebben gaat ze er een maand tussenuit nog voordat Jack besluit dat hij toch een kind met haar wil.
Roxy profiteert van de gelegenheid door zowel Jack als Ronnie wijs te maken dat er nieuwe partners in het spel zijn.
Maar dat is niet alles want ondertussen is Archie teruggekeerd om doodleuk verder te gaan waar hij is opgehouden. Ook Janine doet een duit in het zakje door Joel naar de kroeg te halen voor een zakengesprek. Uiteraard is Ronnie daar niet blij mee maar al snel begint ze weer gevoelens voor hem te krijgen. Dan grijpt Archie in; hij geeft Joel een oprotpremie ("Denk maar niet dat je Ronnie kunt krijgen want dit sprookje heeft geen happy end"). Ronnie komt achter de waarheid maar geeft zich niet gewonnen, totdat Stephanie haar komt opzoeken met een strenge waarschuwing; "We houden het geld en jij blijft bij hem uit de buurt!". Na vervroegde sluitingstijd gaat Ronnie op de vuist met Bianca Jackson; de diepgelovige wasserettehoudster Dot Cotton is erbij en maakt ze duidelijk maakt dat tijd iets kostbaars is. En dus haast Ronnie zich naar huize Reynolds om Joel in het bijzijn van Stephanie de liefde te verklaren.

#### Terugkeer van Sam en breuk met Joel
Begin september keert Peggy's dochter Sam terug uit Rio de Janeiro waar ze vier jaar was ondergedoken vanwege haar medeplichtigheid aan de moord op oorspronkelijk kroegbaas Den Watts. Dankzij de loslippigheid van Roxy en een telefoontje van aartsrivale Bianca Jackson wordt Sam gearresteerd; Ronnie heeft genoeg geld om de borgsom te betalen maar tot Peggy's grote teleurstelling stopt ze het in een nieuwe nachtclub en wil ze de Square verlaten. Ronnie komt hier echter op terug als blijkt dat Archie z'n hulp wil aanbieden in ruil voor heracceptatie; met haar geld komt Sam vrij maar Archie geeft zich niet gewonnen en zet zijn zinnen op de kroeg. 
Op 6 oktober onthult Ronnie dat ze zwanger is, maar drie dagen later vergaat het lachen haar als blijkt dat de zwangerschapstesten negatief zijn. Joel; "Je kunt niet zwanger zijn want ik heb me drie jaar geleden laten steriliseren". Hoewel Ronnie dat weigert te geloven geeft ze grif toe dat ze hem alleen maar heeft gebruikt vanwege haar kinderwens waarvan ze zich beroofd voelt. Na een huwelijksaanzoek te hebben afgewezen smijt Ronnie niet alleen Joels spullen uit het raam, maar ook het medaillon. "Jouw probleem is dat je van binnen dood bent" reageert een diep teleurgestelde Joel.

#### Kortstondige zwangerschap en machtsovername
Om alsnog zwanger te worden duikt Ronnie eerst het bed in met de nieuwe barman Ryan Malloy (broer van Bianca's aangenomen dochter Whitney) en daarna met ex-bajesklant Owen Turner (vader van Libby Fox). Op 30 november is het dan eindelijk raak, alleen zal Owen niet in de vreugde kunnen delen omdat hij wordt vermoord door Libby's stiefvader Lucas Johnson (een dominee met misdadig verleden). Ronnie wil de zwangerschap zo geheim mogelijk houden, maar op 17 december praat tante Sally (met wie de Zusjes een lunch organiseerden in het buurtcentrum om de familieschuld te betalen) haar mond voorbij; op de vraag wie de vader is antwoordt Ronnie "Dat doet er niet toe". 
De volgende avond staat de Mitchells een onaangename verrassing te wachten; hoewel Ian had beloofd om de betalingstermijn met een week te verlengen en niet voor chantage te zullen zwichten heeft hij de overeenkomst aan Archie en Janine verkocht, en met de Vic als onderpand maakt hen dat tot de nieuwe kroegbazen. Het kost Ronnie veel moeite om mee te werken aan Roxy's plan om Archie naar de kroeg te lokken en hem uit te nodigen voor het Kerstdiner teneinde hem op andere gedachten te brengen. Het plan lijkt te lukken totdat Janine binnenkomt. "WAT DOET ZIJ HIER ? DIT WAS NIET DE AFSPRAAK !" buldert Ronnie. Archie weet genoeg en maakt zijn dochters duidelijk wie hier de baas is. "Jullie moesten je schamen; morgen kom ik terug met de deurwaarders !" 
De Mitchells weigeren daaraan toe te geven en beloven er alles aan te doen om het gezellig te maken met Kerst, maar op 22 december treffen ze Archie in de kroeg aan nadat er boven de deur een nieuw naambordje is aangebracht. Ronnie wil haar vader te lijf gaan maar die duwt haar omver om vervolgens door Roxy over haar zwangerschap te worden ingelicht. Als Ronnie later naar boven wil gaan om uit te rusten krijgt ze last van krampen; ze wordt naar het ziekenhuis gebracht en verliest voor de tweede keer een kind. Jack is er om haar te troosten en wijkt niet van haar zijde. 

#### Moord op Archie
Met kerst gaat Ronnie de confrontatie aan met Archie in de verlaten kroeg; ze wordt er op dezelfde manier uitgezet als Danielle acht maanden eerder. Als Ronnie even later terugkeert ligt Archie op de grond in een plas bloed; ze raakt het bloed aan en kijkt of hij nog in leven is. "Veronica ... sorry" mompelt Archie voordat hij zijn laatste adem uitblaast. Beide zusjes worden in rouw ondergedompeld maar als de politie arriveert wordt Ronnie aangewezen als hoofdverdachte en afgevoerd naar een politiecel. "I loved my Dad" bekent ze tijdens het verhoor. Wegens gebrek aan bewijs wordt ze op 28 december vrijgelaten.

### 2010-2011

#### Weerzien met Glenda en uitspraak erfenis
Ronnie krijgt last van nachtmerries (zoals ze Jack vertelt) en beschuldigt Janine ervan Archie te hebben vermoord. Dan komt agente Jill Marsden langs; er is een afgebroken vingernagel gevonden. Als die niet van Janine blijkt te zijn spoort Ronnie de teruggekeerde en ondergedoken Sam op; en bij haar mist er wel een nagel. Ronnie eist dat Sam bij haar, Roxy, Peggy en Billy intrekt in huize Archie. Sam schuift de schuld op Peggy af, en allebei worden ze meegenomen voor verhoor; tijdens Peggy's afwezigheid ontdekken de Zusjes de scheidingspapieren, en omdat die niet ondertekend zijn kan Peggy de kroeg nog terugkrijgen. Als Peggy na het verhoor wordt vrijgelaten en met de niet-ondertekende scheidingspapieren wordt geconfronteerd lijkt ze te ontploffen, maar Ronnie en Roxy weten haar te troosten. Haar "You're still my girls" wordt echter tegengesproken door de vrouw die dan binnenkomt. Ronnie en Roxy zijn echter niet blij met de terugkeer van hun moeder; Glenda vertelt alleen maar over zichzelf en hoe het met haar dochters gaat interesseert haar niet. Aanvankelijk ziet Ronnie Glenda liever gaan dan komen, maar dankzij Peggy komt ze daarop terug. Glenda vertelt dat ze niet naar Australië is verhuisd maar naar Frankrijk en dat ze daar een boetiek runt. Peggy vertrouwt het allemaal niet ("Ze is nep!") en geeft advocate Ritchie de opdracht om te kijken of er een beerput valt open te gooien. Tijdens de openbaring van Archie's testament, waaraan Ronnie de ring van haar vader overhoudt, ontvangt Peggy een telefoontje dat Archie in afwezigheid van Glenda is gescheiden. "Ik ben alleen maar teruggekomen om er zeker van te zijn dat jullie (Ronnie en Roxy) zouden krijgen waar jullie recht op hebben". "Misschien is het beter als je een tijdje teruggaat naar Frankrijk" stelt nieuwe kroegbaas Roxy voor als Glenda weer eens met Peggy ruziet. Dan blijkt dat er helemaal geen boetiek is en dat Glenda op een flatje in Zuid-Londen woont. "Waarom ben je echt weggegaan ?" vraagt Ronnie op het moment dat haar moeder in de taxi stapt. "Ik was ook zwanger".

#### De geheime broer en oplossing moord
Ronnie geeft Jack opdracht om Glenda op te sporen, en op 21 januari treffen moeder en dochter elkaar. Glenda probeert de vragen te ontwijken maar vertelt uiteindelijk dat ze op 12 september 1989 van een zoon (Danny) is bevallen en dat ze hem op straat heeft gezet toen hij zestien was ("Hij was net als zijn vader"). Ronnie wil daar in eerste instantie niks van geloven ("Ik heb helemaal geen broer") maar op 26 januari gaat ze dan toch weer langs met Roxy; volgens de overbuurman (Reg) is Glenda verhuisd maar ook dat blijkt een leugen. Ronnie ziet tot twee keer toe haar gelijk bevestigd; "(Glenda) denkt alleen maar aan zichzelf" en "De familie zit vol pathetische leugenaars". 
Danny komt pas in beeld na afloop van Archies begrafenis wanneer de Zusjes ruzie maken omdat Ronnie in een feeststemming verkeert; als Glenda eenmaal bevestigt dat Danny is wie hij is sluiten hem in de armen en laten hem een tijdje in de kroeg logeren (iets waar Glenda niet blij mee is). Dit weerhoudt Ronnie er niet van om zich buitenproportioneel te gedragen; ze vernielt de bloemen op Archies graf, gooit een emmer rode verf over zijn gevelposter, en geeft niet alleen Janine een oplawaai maar ook Marsden. Als Roxy haar ervan beschuldigt Archie te hebben vermoord komt Ronnie met het nieuws dat Archie heeft Stacey verkracht. Op 19 februari wordt Stacey's ex Bradley Branning postuum als de dader aangewezen na een sprong van het dak.

#### Terugkeer van Louise
Ronnie, die inmiddels door heeft dat Danny niet dat behulpzame broertje is waar hij zich voor uitgeeft, verlaat de kroeg en neemt haar intrek in een van Ians huurwoningen. Op 15 maart kondigt ze haar plannen aan om de beautysalon te kopen en er een kroeg van te maken. Als ook Roxy belangstelling toont (zij wil de beautysalon nieuw leven inblazen) laait de vete weer op; de Zusjes bieden tegen elkaar en Roxy wint. Ronnie zegt dat ze alleen maar is blijven doorbieden (haar limiet was honderdvijftienduizend pond) omdat ze weet hoe vastberaden Roxy is. 
Bij het metrostation komt ze een meisje tegen dat op zoek is naar haar vader. Ronnie krijgt een foto van de vader te zien en weet meteen wie het is; ze belooft te zullen helpen en praat eerst met Jack, Billy en Phil maar als ze later het drietal ziet bakkeleien in de kroeg haakt ze teleurgesteld af. "Ik kon hem niet vinden" liegt ze tegen het meisje om haar vervolgens weg te sturen met een mevrouw van de Kinderbescherming. Uit ellende grijpt Ronnie naar de fles, pijnlijk bewust van het leed dat ze veroorzaakt door Phil een hereniging met zijn dochter Louise te ontzeggen. Ondanks haar vete met Roxy gaat ze 22 maart naar Bens verjaardagsfeest en probeert ze Phil alsnog de waarheid te vertellen; Phil komt er pas achter nadat Ronnie de bewuste foto laat vallen en dreigt met haar hetzelfde te gaan doen als wat hij vier jaar eerder met Ian wou doen toen die hem op afstand hield bij Bens terugkeer. Dan wordt Ronnie gered door de binnenkomst van Louise die is weggelopen en zich een dagje schuilhoudt bij de Mitchells.

#### Schietpartij en brand in de nachtclub
Op 1 april, bijna een jaar na het overlijden van Danielle, krijgt Ronnie weer een klap te verwerken; Jack wordt beschoten in de nachtclub door een gefrustreerde vriendin (Kyle) van diens neefje Billie Jackson. Hij overleeft het maar is aan een kant verlamd; Ronnie, die met Max de nachtclub overneemt, neemt papieren mee die Jack moet ondertekenen maar laat ze vallen op de weg terug. Jacks contactpersoon, Mr. Steele, raapt de papieren op en neemt ze mee naar de nachtclub. Er ontstaat een relatie die echter weer op de klippen loopt als blijkt dat Jack Mr. Steele heeft geslagen; hoogste tijd voor een confrontatie. 
Op 6 mei organiseert de nachtclub een DJ-avond die door stroomonderbrekingen wordt geplaagd; "Misschien moet ik de boel maar platbranden en er koopflats laten bouwen" concludeert Ronnie; en om Jacks verblijf in een privékliniek te kunnen betalen laat ze dat plan uitvoeren door Billy. Helaas voor Ronnie zijn de verzekeringspapieren meeverbrand en heeft autoverkoper Darren Miller alles gezien; Jack en Max worden op de hoogte gebracht.

#### Huwelijk met Jack, babywissel en gevangenschap
Inmiddels is Ronnie getrouwd met de herstelde Jack; op 31 december (oudejaarsavond) bevalt ze van een zoon James (vernoemd naar Jacks vader) maar opnieuw slaat het noodlot toe doordat de baby een wiegendood sterft. Ronnie verwisselt James met Tommy, de pasgeboren zoon van de nieuwe bardame Kat Moon (ook op jonge leeftijd verkracht en bezwangerd) alsof er niets is gebeurd. 
Maar het schuldgevoel blijft aan haar knagen en dan wordt ze ook nog eens lastiggevallen door Michael Moon, de neef van Kats echtgenoot Alfie en de echte vader van Tommy. 
Ronnie is vastbesloten om voor haar misstappen te boeten; op 15 april vertelt ze de waarheid over de babywissel en laat ze zich arresteren. Ze wil niet geholpen worden maar komt uiteindelijk toch op vrije voeten. Nadat ze zich enige tijd schuilhoudt, wacht haar de onvermijdelijke confrontatie met een boze Kat ("Doe me een lol en sodemieter op met je zielige verhaaltjes"). Ook Jack lijkt niets meer van haar te willen weten, totdat hij haar vraagt om weer naar huis te komen. Ronnie moet in therapie, maar breekt deze af en liegt daarover. Michael laat haar opdraaien voor de ontvoering van Tommy. Tijdens het verhoor op het politiebureau geeft Ronnie toe dat ze geestelijk in de war is, en op 7 juli 2011 wordt ze veroordeeld tot drie jaar cel. Ronnie wil geen bezoek en heeft enkel gezelschap van het medaillon met de foto van Daniëlle wier dood ze nooit heeft verwerkt. In december laat ze weten van Jack te willen scheiden.

### 2013-2017

#### Vrijlating
Na haar vrijlating neemt Ronnie de zaken van Phil waar zolang deze herstellende is van een auto-ongeluk dat veroorzaakt werd door Carl; dezelfde man met wie Roxy een relatie aanknoopt nadat haar huwelijk met Alfie (die nog steeds van Kat blijkt te houden) niet doorging. 

#### Aanslag op Phil en nieuwe zwangerschap
Ronnie verlaat Walford weer, maar wordt door Peggy teruggestuurd om te voorkomen dat Phil met Sharon trouwt. Ze slaagt niet in haar missie, en op de dag van het bruiloftsfeest wordt Phil door Shirley neegeschoten met het pistool dat ze van Sharon had onderschept. Het pistool blijkt echter van Ronnie te zijn; ze is zwanger van Dots teruggevonden kleinzoon Charlie en is niet van plan om weer een kind kwijt te raken. 
Inmiddels is Ronnie weer samen met Jack; ze maken zich gereed voor een huwelijk, maar na eerdere geruchten wordt op 1 januari 2017 bekendgemaakt dat Ronnie en Roxy zijn verdronken.